# Stefan Reuter
Stefan Reuter, född 16 oktober 1966 i Dinkelsbühl, är en tysk före detta fotbollsspelare.
Reuter var en slitstark ytterback och yttermittfältare som under en rad år spelade i Tysklands landslag och de tyska toppklubbarna Bayern München och Borussia Dortmund. Reuter debuterade i Bundesliga 1985 för 1. FC Nürnberg innan han värvades av Bayern München. Efter en sejour i Juventus gick han till Dortmund 1992 där han spelade fram till 2004 då han avslutade den aktiva karriären. Reuter var mycket framgångsrik med VM- och EM-guld samt en rad titlar med sina klubbar: tysk ligamästare, tysk cupmästare, Uefa Champions League-mästare 1997. 
2006 blev Reuter sportchef i 1860 München.

## Meriter
- A-landskamper: 69 (1987-1998)

- VM i fotboll: 1990, 1998
  - Världsmästare: 1990

- EM i fotboll: 1992, 1996
  - Europamästare: 1996
  - EM-silver 1992
- Tysk mästare 1989, 1990, 1995, 1996, 2002